# Chikurin-in
Chikurin-in, conosciuta dapprima con il suo nome di infanzia Riyohime e in seguito ricordata anche con il nome Akihime (竹林院?; 1579 – Kyoto, 27 giugno 1649), è stata una nobildonna giapponese, vissuta tra il periodo Sengoku e quello Azuchi-Momoyama.

## Biografia
Nata probabilmente nel 1579, era la figlia di Ōtani Yoshitsugu. Nel 1594, dopo l'unificazione del Giappone, venne adottata da Toyotomi Hideyoshi per poi essere data immediatamente in sposa al leggendario guerriero Sanada Nobushige (Yukimura).
Dopo la morte di Hideyoshi nel 1598 il Giappone si divise in due coalizioni: quella dell'est, guidata da Tokugawa Ieyasu, e quella dell'ovest, guidata da Ishida Mitsunari (al quale si unì anche Ōtani Yoshitsugu). Anche il clan Sanada si divise tra Sanada Masayuki e Sanada Yukimura, schierati con la coalizione dell'ovest, e Sanada Nobuyuki, schierato con la coalizione dell'est. Una delle ragioni che spinsero Yukimura a schierarsi con i Toyotomi era dovuta proprio al matrimonio con Chikurin-in, mentre Nobuyuki si schierò con i Tokugawa perché, prima della morte di Hideyoshi, si era unito in matrimonio con Komatsuhime, figlia di Honda Tadakatsu e figlia acquisita di Tokugawa Ieyasu.
Nel 1600 le truppe di Ieyasu e Mitsunari si affrontarono nella battaglia di Sekigahara; intanto Yukimura e Masayuki resistettero all'assedio del castello di Ueda da parte di Tokugawa Hidetada.
Grazie ai Sanada Hidetada non raggiunse mai Sekigahara in tempo, ma Ieyasu riuscì comunque a sconfiggere Mitsunari. Ōtani Yoshitsugu morì durante la battaglia, mentre Mitsunari venne giustiziato come traditore.
Yukimura e Masayuki vennero dapprima condannati a morte, ma grazie a Nobuyuki riuscirono a salvarsi e vennero esiliati sul Monte Kōya, nella penisola di Kii.
Proprio in esilio sul Monte Kōya, a Kudoyama, Chikurin-in e Yukimura ebbero due figli, Sanada Yukimasa e Sanada Morinobu, e tre figlie: Akuri, Oshobu e Okane. Secondo la tradizione, a causa delle difficili condizioni di vita dell'esilio, Chikurin-in ideò il nastro sanada-himo per la tessitura con la tecnica tsumugi, producendo in prima persona i tessuti e facendoli vendere ai propri servitori per il sostentamento della famiglia.
Nel 1611 Masayuki morì di malattia. Nel 1615 Yukimura e la sua famiglia fuggirono dell'esilio per fornire aiuto alle truppe del clan Toyotomi durante l'assedio del castello di Osaka. Durante la campagna estiva, vedendo l'imminente sconfitta, Yukimura si separò dalla moglie e i figli rimanendo solo con il primogenito Yukimasa. Entrambi trovarono la morte ad Osaka nel giugno del 1615.
Chikurin-in e sua figlia Akuri furono catturate dalle truppe di Asano Nagaakira e consegnate ai Tokugawa, ma entrambe furono risparmiate in seguito al pagamento di un riscatto. Chikurin-in trovò quindi prima rifugio al servizio del clan Asano, poi si spostò a Kyoto con una delle sue figlie, dove morì il 27 giugno 1649.

## Famiglia
- Padre: Ōtani Yoshitsugu
- Padre adottivo: Toyotomi Hideyoshi
- Fratelli: Ōtani Yoshiharu (1581–1615), Kinoshita Yoritsugu (?–1600)
- Marito: Sanada Yukimura (1567-1615)
- Figli/e[3]:
  - Sanada Daisuke (真田 大助?) (1600–1615). Figlio maggiore di Yukimura e Chikurin-in, nato in esilio sul Monte Kudo (Kōya). nacque intorno al 1600-1602. Combatté con suo padre nella battaglia invernale di Osaka per difendere il Sanada-Maru. Quando il castello cadde, Daisuke commise seppuku con Toyotomi Hideyori. Era anche conosciuto come Sanada Yukimasa (真田 幸昌).
  - Oume (阿梅?) (1604-1681). Figlia di Yukimura e Chikurin-in, nata sul Monte Kudo. Dopo la caduta del castello di Osaka sposò Katakura Shigenaga, figlio di Katakura Kagetsuna. Grazie a Oume i membri sopravvissuti del clan Sanada e tutti i loro servitori riuscirono a trovare rifugio nel clan Katakura. Lo stemma di Katakura venne persino modificato per mostrare il simbolo delle 6 monete dei Sanada.
  - Akuri (あくり?) (date sconosciute). Figlia di Yukimura e Chikurin-in. Akuri fu adottata da Takigawa Kazuatsu, un vassallo Tokugawa dopo la caduta del castello di Osaka. La sorella di Yukimura era sposata con Kazuatsu. Akuri sposò Gamō Genzaemon.
  - Oshobu (阿菖蒲?) (160? – 1635). Oshobu era figlia di Yukimura e Chikurin-in e nacque anche lei sul Monte Kudo. Fu adottata da Katakura Shigenaga e sposata con Tamura Sadahiro, un servitore di Date Masamune.
  - Okane (お か ね?) (date sconosciute), nata anche lei sul Monte Kudo, sposò Ishikawa Sadakiyo. Si narra che Sadakiyo cambiò il suo nome in Sourin, si trasferì a Kyoto e divenne un maestro della cerimonia del tè. Chikurin-in andò a vivere con Okane dopo aver perso il marito. Fece costruire un memoriale per Yukimura e Chikurin-in a Kyoto.
  - Sanada Daihachi (真田 大八?) (1612–1670). Secondo figlio di Yukimura e Chikurin-in, nacque sul Monte Kudo. Fu adottato da Katakura Shigenaga e divenne Katakura Morinobu (片 倉 守信?). Tuttavia alcune generazioni dopo i suoi eredi ripresero il cognome Sanada.

## Chikurin-in nell'arte
Chikurin-in è il soggetto principale di una xilografia di Toyohara Chikanobu del 1886, intitolata Il nascondiglio di Sanada sul monte Kudo, in cui si rappresenta Chikurin-in che fa una visita al marito Sanada Yukimura in esilio: non avendo il permesso di incontrarlo, chiede al figlio Sanada Yukimasa di darle uno specchio per vederne almeno l'immagine riflessa.

## Chikurin-in nella cultura popolare
Il personaggio di Chikurin-in è presente in due dorama storici giapponesi:
- Sanada Taiheiki del 1985
- Sanada Maru del 2016